# ثروت الحجاج
ثروت الحجاج، لاعبة رفع أثقال بارالمبية أردنية، مواليد 1972. مثّلت الأردن في الألعاب البارالمبية الصيفية 2016 التي أقيمت في ريو دي جانيرو، وحازت الميدالية الفضية في مسابقة وزن 86 كغم، حيث تمكّنت من رفع وزن 119 كغم، بعد المصرية رندة محمود التي فازت بالذهبية.
كما شاركت ثروت في دورة الألعاب البارالمبية الآسيوية 2014، وحازت الميدالية الفضية في منافسات رفع الاثقال وزن 77 كغم حيث استطاعت رفع وزن 108 كغم.